# Verbeke Foundation
Pour les articles homonymes, voir Verbeke.
Ouverte en juin 2007, la Verbeke Foundation constitue une initiative privée en faveur de l'art contemporain. Située en Belgique, sur le territoire de la commune de Kemzeke (Stekene), elle offre plus de 20 000 m2 d'espaces couverts sur un terrain planté d'arbres de 12 hectares.

## Collages et assemblages
La Verbeke Foundation abrite une collection unique de collages et assemblages (plus de 2 000 pièces), majoritairement d'artistes belges du XXe et du XXIe siècle. Il est ainsi possible d'y découvrir toutes les tendances artistiques modernes et contemporaines, depuis Dada jusqu'au bio-art.

## Expositions
Plusieurs expositions sont organisées tous les ans dans les serres et hangars de la Verbeke Foundation. Elles permettent de découvrir des créations inédites autant que des œuvres historiques.

## Artistes en résidence
La Fondation accueille en résidence plusieurs artistes par an. Profitant des grands espaces de la fondation, les artistes développent leurs projets tout en restant disponibles pour les visiteurs de la fondation. La fondation devient ainsi, plus qu'un simple musée, un véritable atelier où le dialogue règne, tout un chacun pouvant apporter ses connaissances et compétences.